# Poriol
Le poriol est un composé organique de la famille des flavanones C-méthylées, un type de flavonoïde. Il est présent chez Pseudotsuga menziesii (sapin de Douglas) en réaction à une infection par Poria weirii (d'où son nom).